# Harriet Cohen
Harriet Pearl Alice Cohen, CBE (Londra, 2 dicembre 1895 – Londra, 13 novembre 1967), è stata una pianista britannica.

## Biografia
Harriet Cohen nacque a Londra e studiò pianoforte alla Royal Academy of Music con Tobias Matthay, dopo aver vinto la borsa di studio Ada Lewis all'età di 12 anni, seguita dal Premio Sterndale Bennett nel 1913. Fece il suo debutto ad un concerto Chappell's Sunday alla Queen's Hall un anno dopo. La sua prima apparizione importante fu nel 1920, quando apparve alla Wigmore Hall in un recital congiunto con il tenore John Coates.
Era sorella della cantante Myra Verney e una lontana cugina della pianista Irene Scharrer.
Fu collegata in particolare alla musica britannica contemporanea, dando la prima mondiale del Concerto per pianoforte di Ralph Vaughan Williams (scritto per lei) ed incidendo il Quintetto per pianoforte di Edward Elgar con lo Stratton Quartet sotto la supervisione del compositore. Numerosi compositori scrissero musica appositamente per lei, tra questi John Ireland, Béla Bartók, Ernest Bloch, E. J. Moeran ed in particolare Sir Arnold Bax (amante della Cohen), che scrisse la maggior parte dei suoi brani per pianoforte per lei. Questo comprende la musica per la versione cinematografica di Oliver Twist del 1948 di David Lean. Compose anche un Concertino per mano sinistra per lei dopo che lei aveva perso l'uso della mano destra nel 1948.
Gli ultimi sei pezzi della collezione Mikrokosmos di Bartók sono dedicati a lei.
Harriet Cohen dedicò un importante impegno nell'esecuzione dei compositori del periodo Tudor in un momento in cui questo era insolito e tenuto recital di opere di William Byrd e Orlando Gibbons e anche di Henry Purcell. È stata considerata una delle migliori interpreti della musica per tastiera di J. S. Bach, ottenendo elogi eccezionali dal musicologo Alfred Einstein. Anche Pablo Casals la invitò a suonare Bach con la sua orchestra a Barcellona e Wilhelm Furtwängler estese un simile invito dopo averla ascoltata in Svizzera. Tenne il primo recital "tutto-Bach" alla Queen's Hall nel 1925.
Coltivò anche la musica spagnola e tenne la seconda esecuzione di Noches en los jardines de Espana di Manuel de Falla, un'opera che divenne particolarmente collegata a lei. Fu anche una delle prime esponenti della musica dell'Unione Sovietica in Gran Bretagna e visitò la Russia nel 1935 per trasmettere da Mosca e Leningrado opere di Šostakovič, Kabalevskij e Leonid Polovinkin, tra gli altri. Questi compositori in seguito le inviarono ulteriori composizioni.
L'importanza della Cohen andò ben oltre quella di una musicista. Negli anni '30 fu molto impegnata nel dare visibilità alla difficile situazione degli ebrei tedeschi e austriaci e nel 1934 suonò persino un concerto con lo scienziato Albert Einstein (cugino di Alfred) per raccogliere fondi per portare gli scienziati ebrei fuori dalla Germania. Diventò amica intima di Eleanor Roosevelt e Ramsay MacDonald, nonché del primo presidente di Israele, Chaim Weizmann.
La Cohen era anche una cara amica di molte figure di spicco dell'epoca. Tra queste c'erano non solo musicisti come Jean Sibelius, Ralph Vaughan Williams, Sir Edward Elgar e Sir William Walton, ma anche scrittori come Arnold Bennett, George Bernard Shaw, H.G. Wells e D.H. Lawrence, nonché politici o imprenditori come Max Beaverbrook ed il Visconte Leslie Runciman. La Cohen divenne uno dei musicisti più discussi e fotografati della sua epoca.
Fu vicepresidente della Women's Freedom League e fu per diversi anni legata al Jewish National Fund ed al Palestine Conservatoire of Music di Gerusalemme. Fu nominata commendatore dell'Ordine dell'Impero Britannico (CBE) nel 1938. Morì a Londra. L'Harriet Cohen International Music Award fu introdotto in suo onore nel 1951.
Fu l'argomento di This Is Your Life nel 1959 quando fu sorpresa da Eamonn Andrews al BBC Television Theatre.
Nel gennaio 2006, Dearest Tania, un programma di parole e musica che racconta la storia della Cohen, fu presentato in anteprima, scritto da Duncan Honeybourne ed eseguito dall'attrice Louisa Clein.

## Impegno per i rifugiati dal nazismo
Harriet Cohen incontrò la giornalista americana Dorothy Thompson nel 1930 nella sua prima tournée in America, che la portò a New York, Washington, alla Library of Congress e a Chicago, affermandosi così sulla scena internazionale. Fu un incontro che cambiò la sua vita e risvegliò la sua coscienza ebraica. Nel 1933 Harriet Cohen si recò a Vienna per suonare numerosi concerti, soggiornando con Dorothy Thompson. Fu profondamente commossa dalla difficile situazione dei rifugiati, sia ebrei che non ebrei, che si riversavano in città dalla Germania. La Thompson e la Cohen dovevano scriversi sulla difficile situazione dei rifugiati ebrei in Austria e Germania. La Cohen poté quindi trasmettere le informazioni della Thompson direttamente al Primo Ministro britannico, Ramsay MacDonald, che in quel momento era suo intimo amico. La Cohen incontrò la Thompson ogni volta che andò in America da allora in poi. Dal 1933 si impegnò a lavorare in Gran Bretagna e negli Stati Uniti per conto dei rifugiati. Ciò avrebbe comportato un concerto in America con Albert Einstein nel 1934 per raccogliere fondi per portare gli scienziati ebrei fuori dalla Germania.
Nel 1935 Ramsay MacDonald avvertì Cohen di non viaggiare attraverso la Germania perché il governo britannico non sarebbe stato in grado di garantirle l'immunità. Poco dopo Adolf Hitler approvò le Leggi di Norimberga, escludendo totalmente gli ebrei dalla vita pubblica.
Harriet Cohen aveva incontrato Albert Einstein in Germania nel 1929, quando aveva preso il tè pomeridiano a casa sua. All'epoca Einstein rivelò di aver suonato il violino e disse che un giorno avrebbero dovuto suonare insieme. Lei mantenne la sua amicizia con Einstein anche dopo che lui fuggì dalla Germania nel 1933. Andava spesso a trovarlo a Oxford, in Inghilterra, dove si era stabilito per un breve periodo. La sorella di Harriet, Myra, aveva studiato lì, al Somerville College, dove tenne un concerto per pianoforte. Nel 1934, dopo che Einstein si trasferì negli Stati Uniti, Harriet Cohen suonò finalmente quel concerto in duetto con Einstein per raccogliere fondi per portare scienziati ebrei fuori dalla Germania nazista. Successivamente Cohen ed Einstein rimasero amici e lui la chiamava "l'amata strega pianista".
Fu solo nel 1939, quando incontrò per la prima volta Chaim Weizmann, il futuro primo presidente di Israele, che iniziò a sostenere la causa sionista e la patria ebraica. La visita della Cohen del 1939 in Palestina estese la sua reputazione lì sia come concertista che politicamente. Discusse con funzionari britannici ed ebrei per cercare di ottenere l'ammissione di rifugiati ebrei sulle navi dalla Germania nazista (piuttosto che essere rimandati indietro), una volta quasi scatenando un incidente internazionale. Harriet Cohen credeva appassionatamente in una patria ebraica ma con giustizia verso gli arabi palestinesi. Sopravvisse a due tentativi di omicidio durante il suo viaggio in Palestina. Fu quando lei stava cenando con Weizmann a Londra che Weizmann sentì la notizia del libro bianco del governo britannico del 1939 per limitare l'immigrazione ebraica in Gran Bretagna a sole 15.000 persone all'anno. Blanche Dugdale, nipote di Arthur Balfour, tra i commensali, disse profeticamente con voce agonizzante: "Che cosa accadrà ai milioni di persone che fuggono da Hitler?"

## Compositori russi
La visita nella primavera del 1935 della Cohen all'Unione Sovietica fu un'altra pietra miliare nella sua carriera. Era il paese da cui i suoi antenati erano fuggiti 100 anni prima. Cohen non solo portò la musica britannica in URSS suonando brani di Vaughan Williams, Bax, Bliss e Ireland, ma interpretò anche i Preludes di Dmitrij Šostakovič, la Sonatina di Kabalevskij e la première sovietica della Suite di Leonid Polovinkin dal manoscritto. Successivamente portò la loro musica in tutta Europa e fu acclamata come la prima musicista fuori dall'URSS ad imparare i ventiquattro preludi di Shostakovitch, che aveva composto nel 1932 e nel 1933. Il suo contributo nel portare all'attenzione del mondo l'opera di sconosciuti compositori russi è spesso dimenticato.

## Rapporti con Sir Arnold Bax
"Un giorno lascerò che la mia musica si arrenda all'amore, amore senza conflitti, agitazione o condizioni, solo un elogio per te". "La mia bocca desidera ardentemente la tua bocca morbida...". Queste sono solo due citazioni delle lettere d'amore tra Sir Arnold Bax e Harriet Cohen.
La relazione amorosa di Harriet Cohen con Bax durò per oltre quaranta anni fino alla sua morte nel 1953. Fu Bax a dare ad Harriet Cohen il nome di "Tania", con la quale fu affettuosamente conosciuta da amici e parenti. La loro relazione appassionata iniziò nel 1914 quando lei aveva 19 anni e lui 31, anche se si erano incontrati due anni prima. Bax fu ispirato in modo creativo da lei e nel 1915 scrisse per lei in soli 13 giorni tre brani tra cui "Il giardino delle rose della principessa", "La fanciulla con il narciso" e "Nel negozio di vodka".
Alcuni credono che il loro periodo insieme abbia ispirato il suo famoso poema sinfonico Tintagel, in cui potrebbe aver in parte espresso la sua angoscia per "il sogno negato dal loro mondo". La relazione portò alla decisione finale di Bax di lasciare moglie e figli nel 1918, ma non poterono mai vivere apertamente insieme perché la moglie di Bax rifiutò il divorzio. Né la loro relazione poteva essere riconosciuta pubblicamente a causa del clima sociale della loro generazione. La Cohen probabilmente rimase incinta del figlio di Bax nel 1919, ma se lo fece, perse il bambino in un aborto precoce. Le lettere recentemente pubblicate di Harriet Cohen rivelano la turbolenza e l'angoscia della relazione. Lei ha sempre affermato che l'affare di vecchia data le ha negato di diventare una "Dame", ma ciò non è dimostrato. Durante gli anni '30 il loro rapporto divenne meno appassionato man mano che la sua carriera internazionale prosperava e Bax cercò un rifugio più tranquillo con la sua amante più tranquilla Mary Gleaves; tuttavia l'affare continuò e rimasero vicini, come rivelano le lettere private tra Cohen e Bax. Nel 1936, ad esempio, viaggiarono insieme a Stoccolma e Helsinki e incontrarono Jean Sibelius, un compositore che aveva influenzato a lungo la musica di Bax.
Il 23 settembre 1947 la moglie di Bax Elsa ("Elsita") morì. Probabilmente la Cohen si aspettava di sposare finalmente Bax dopo una relazione che durava ormai da 30 anni. Gli eventi dovevano svolgersi in modo abbastanza diverso. Inizialmente Bax non informò la Cohen della morte di sua moglie, un fatto che lei scoprì nel maggio del 1948 mentre registrava la musica che Bax aveva scritto per il film Oliver Twist, quando fu pubblicato il testamento di Elsa. Seguì uno shock più grande, quando Bax rivelò la sua relazione segreta ventennale con la Gleaves e la sua intenzione di non risposarsi. Questo avvenne in un momento in cui la Cohen stava perdendo importanza in Gran Bretagna e nel maggio del 1948 lei ebbe un incidente con un vassoio di bicchieri, che tagliò l'arteria nella sua mano destra limitando così la sua carriera di concertista per alcuni anni.
Quando Bax morì il 3 ottobre 1953 la Cohen fu profondamente colpita dalla sua morte. Il suo testamento lasciava metà dei suoi diritti derivanti dalle sue composizioni letterarie e musicali alla Cohen per la vita e metà a Mary Gleaves. Dopo la loro morte, i suoi diritti d'autore e le loro proprietà dovevano passare ai suoi figli. La Cohen mantenne anche la proprietà londinese che Bax le aveva comprato: durante tutta la sua vita Bax l'aveva aiutata finanziariamente.

## Altri rapporti
Il primo ministro britannico Ramsay MacDonald è una delle sue relazioni più importanti. Harriet Cohen divenne amica di MacDonald durante il periodo in cui fu Primo Ministro dal 1929 al 1935, in un momento di instabilità economica e depressione che vide il sorgere del nazismo e del fascismo in Europa. Si diceva che MacDonald e la Cohen fossero diventati amanti. Le loro lettere riflettono una intimità e spesso lo visitava da solo al numero 10 di Downing Street e nella sua casa di Hampstead. Certamente molte persone credevano che fossero amanti e la Cohen veniva spesso definita "il tesoro del vecchio".
La Cohen era anche amica di Max Beaverbrook, il fondatore dei giornali Express e un importante imprenditore del momento. Lei fu presentata al magnate degli affari Max Beaverbrook da Arnold Bennett nel 1923. Beaverbrook fu subito incantato da lei e la invitò a cenare regolarmente con lui dal 1923 e tramite lui incontrò Lord Rothermere e Lloyd George. Beaverbrook e la Cohen si incontravano spesso a casa di lei, come notato nella sua autobiografia A Bundle of Time. Era preso da lei a modo suo e la inondava regolarmente con centinaia di rose.
Ralph Vaughan Williams fu un amico intimo per tutta la vita di Harriet Cohen. Le sue lettere a lei rivelano una relazione civettuola, ricordandole regolarmente le migliaia di baci che gli doveva. Era un visitatore abituale della sua casa e spesso frequentava le piccole feste che la Cohen teneva per i suoi amici. Amava intrattenere e invitare personaggi famosi e di spicco. Nel 1930 la Cohen presentò per la prima volta "Hymn Tune Prelude" di Vaughan Williams, che le aveva dedicato. In seguito presentò il pezzo in tutta Europa durante i suoi concerti. Nel 1933 interpretò in anteprima il suo Concerto per pianoforte in do maggiore, un'altra opera che le fu nuovamente dedicata. Alla Cohen era stato concesso il diritto esclusivo di suonare il pezzo per un periodo di tempo.
Harriet Cohen suonò per la prima volta per Edward Elgar nel 1914 ad una festa quando lei aveva 18 anni. Diventarono amici intimi e ciò durò fino alla sua morte nel 1934. Nel 1933 la Cohen organizzò un concerto in suo onore con il patrocinio del re e della regina. Indubbiamente Elgar aveva puntato sulla Cohen e seguito da vicino la sua carriera, dandole un aiuto costante. Sotto la direzione di Elgar lei registrò il suo Quintetto per pianoforte con lo Stratton String Quartet. Elgar l'aveva solo abbozzato, ma diede lo spartito breve ad Harriet per la registrazione.
H. G. Wells faceva parte della cerchia di uomini ammiratori di Harriet Cohen dagli anni '20. Dopo che Wells si separò dalla scrittrice e romanziera Rebecca West, è risaputo che Wells intraprese brevi relazioni con altre donne. È molto probabile che Harriet Cohen sia stata una di queste, come suggeriscono varie lettere della sua collezione privata e interviste. Aveva una personalità e una bellezza magnetiche che Wells trovava irresistibili.
D. H. Lawrence divenne un caro amico di Harriet Cohen. Già nel 1915 era chiaro che questa amicizia aveva creato alcune tensioni tra la Cohen e Arnold Bax. Bax protestò per la vicinanza della Cohen a Lawrence. Lei disse a Lawrence che avrebbero dovuto incontrarsi di nascosto. Di umore espansivo quel giorno, Lawrence si affrettò a scarabocchiare sul suo libro autografo "The door closed". Poco tempo dopo la Cohen contrasse la tubercolosi, probabilmente da Lawrence, che morì di malattia nel 1930. La Cohen con Bax negò sempre qualsiasi rapporto sessuale con Lawrence, ma molti credevano che fossero amanti. Tuttavia Lawrence e la Cohen rimasero buoni amici e si videro regolarmente almeno come parte di un gruppo di amici fino alla sua morte. Parlavano spesso insieme della musica del loro amico comune, il musicista Elgar.
La Cohen fu presentata a William Walton nel 1923 da Arnold Bennett. Portarono avanti un'amicizia piuttosto civettuola che Cohen descrisse nella sua autobiografia come "tempestosa ma deliziosa". Scrisse che l'irritazione che spesso provavano l'uno per l'altro non diminuiva l'affetto di fondo. Lei appoggiò la musica di Walton sia in patria che all'estero, specialmente tra la fine degli anni '20 e l'inizio degli anni '30. Assegnando a Cohen la prima rappresentazione della sua Sinfonia Concertante nel 1927, le disse "So che sarà in buone mani".
Rosa Newmarch presentò Harriet Cohen a Jean Sibelius a Londra nel 1921 e trascorsero del tempo insieme. Nell'estate del 1936 la Cohen viaggiò in Finlandia con Arnold Bax e discorsero a lungo con Sibelius sia a Helsinki che ad Ainola. Sibelius le scrisse persino l'accordo di apertura della sua ottava sinfonia che non fu mai pubblicata.
Tuttavia la sua relazione più importante fu probabilmente con Arnold Bennett. "Arnold Bennett, caro amico e mentore della mia giovinezza, è morto il 27 marzo 1931" scrisse la Cohen nella sua autobiografia. Arnold Bennett era uno dei suoi amici più cari ed ebbe il merito di averla presentata a molti dei suoi nuovi amici. Bennett presentò la Cohen a William Walton e Max Beaverbrook nel 1923. La Cohen fu devastata dall'improvvisa morte di Bennett per febbre tifoide il 27 marzo 1931. Gli aveva parlato solo pochi giorni prima, quando le aveva detto quanto si sentisse male. Era stato Bennett che aveva tenuto la Cohen in carreggiata per oltre un decennio, dandole un consiglio onesto e schietto. Cohen lo ascoltò e rispettò il suo giudizio. L'aveva guidata quando aveva vent'anni quando la sua reputazione e fama crescevano sia in patria che all'estero.

## Rappresentazioni culturali
Harriet Cohen è stata raffigurata in due romanzi.
Rebecca West basò il personaggio principale di Harriet nel suo romanzo Harriet Hume (1929) su Harriet Cohen. Il romanzo è descritto come una storia modernista su un prodigio pianista e il suo amante ossessivo, un politico corrotto. Il romanzo ha immortalato la relazione amorosa di Harriet con il compositore Arnold Bax.
William Gerhardie si basò sulla Cohen per raffigurare l'eroina Helen Sapphire nel libro Pending Heaven e gran parte di ciò che è scritto rispecchia la vita e il personaggio della Cohen, nonché la sua turbolenta relazione con Gerhardie. Helen Sapphire è una musicista che si esibisce con successo in tutta Europa. Suona l'arpa e il piano. Gerhardie ha impersonato se stesso nel personaggio centrale di Max che sogna Helen.
È stata interpretata da Glenda Jackson nel film di Ken Russell del 1992 The Secret Life of Arnold Bax.